# Botanophila shinonagai
Botanophila shinonagai är en tvåvingeart som beskrevs av Masayoshi Suwa 1994. Botanophila shinonagai ingår i släktet Botanophila och familjen blomsterflugor.
Artens utbredningsområde är Nepal. Inga underarter finns listade i Catalogue of Life.